# T
T, t er det 20. bogstav i det latinske alfabet og i det danske alfabet; det stammer fra det græske tau.
I de nyeuropæiske sprog bruges t som regel med lydværdien [t]; stumt bogstav er t i franske ord som parquet, huguenot; "mouilleret" [t] betegnes i tjekkisk ved t’. Græsk θ gengav romerne ved th, og denne skrivemåde er beholdt i mange nyeuropæiske sprog, skønt th nu som oftest betegner den almindelige t-lyd (fransk théâtre, engelsk Thomas, tysk Thron); i engelsk udtales th dog i flere ord som [þ]: Theodor, method, fremdeles haves [þ] i engelske ord som thing, bath, worth, mens th betegner den stemte lyd [ð] i engelske ord som this, that, with, bathe. I nuværende dansk retskrivning bruges som oftest stavemåder som teater, matematik og så videre; th beholdes dog som regel i navne som Thor, Thomsen, Thisted og så videre og i det gamle ord thi (derfor).
I de germanske sprog svarer t normalt til indoeuropæisk d: latin duo, dansk to, latin domare, dansk tæmme, latin ventus, dansk vind (se også Lydforskydning). I dansk er fællesnordisk t efter vokal blevet til lyden [ð], skrevet d. Skrivemåden med t er dog beholdt i enkelte ord: at, det, fremdeles i participiumsendelser som elsket og så videre. Et nyt t i forlyd er opstået i dansk af fællesnordisk þ: tie, oldnordisk þegja, tag, oldnordisk þak.

## Anvendelser
Tegnet T har mange anvendelser:
1. t er forkortelse af ton
2. t. med punktum er en forkortelse af time
3. t er forkortelse for tara, dvs. vægten af emballagen.
4. T er forkortelse for præfikset tera
5. T er en forkortelse for tesla
6. T er atomtegn for isotopen tritium
7. T er i stelnumre VIN-kode for modelår 1996